# 伍德罗·威尔逊总统图书馆
伍德罗·威尔逊总统图书馆（Woodrow Wilson Presidential Library）位于美国弗吉尼亚州斯汤顿福音山历史街区北Coalter街18-24号的伍德罗·威尔逊出生地。
伍德罗·威尔逊出生地是斯汤顿第一长老会的牧师住宅，建于1846年。威尔逊一家在1855年搬进该住宅。伍德罗·威尔逊于1856年12月28日出生于此，1858年其父调往乔治亚州奥古斯塔后全家离开。
伍德罗·威尔逊出生地于1966年列入国家史迹名录。